# Northwest 6th & Davis Street és Northwest 5th & Couch Street megállóhelyek
Northwest 6th & Davis Street és Northwest 5th & Couch Street megállóhelyek a Metropolitan Area Express zöld, sárga és narancssárga vonalainak, valamint a TriMet autóbuszainak megállói az Oregon állambeli Portland óvárosában/kínai negyedében, a Portland Transit Mall közelében.
Az ötödik és hatodik sugárutakon elterülő megállók szélső peronosak, a vonatokra a járdáról lehet felszállni; előbbinél az északi-, utóbbinál pedig a déli irányú járatok állnak meg. A sárga vonal szerelvényei eredetileg mindkét peronnál megálltak, de 2015 szeptemberétől a déli irányban a narancssárga vonatok járnak.
A megállók a megnyitástól az ingyenes utazást biztosító Fareless Square (amelyet 2010 januárjában Free Rail Zone-ra kereszteltek át) részét képezték, de a zónarendszert 2012-ben felszámolták.

## Autóbuszok
- 291 – Orange Night Bus (Union Station◄►SE Park Ave)[2]

| Előző állomás                          |                                                        | Metropolitan Area Express |  | Következő állomás                                                          |
| -------------------------------------- | ------------------------------------------------------ | ------------------------- |  | -------------------------------------------------------------------------- |
| SW 6th & Pine Stcsak az egyik irányban |                                                        | Zöld vonal                |  | Union Station/NW 6th & Hoyt Sttovább Clackamas Town Center pályaudvar felé |
| SW 5th & Oak Sttovább PSU South felé   | Union Station/NW 5th & Glisan Stcsak az egyik irányban | Zöld vonal                |  |                                                                            |
| SW 6th & Pine Stcsak az egyik irányban |                                                        | Sárga vonal               |  | Union Station/NW 6th & Hoyt Sttovább Expo Center felé                      |
| SW 5th & Oak Sttovább SE Park Ave felé |                                                        | Narancssárga vonal        |  | Union Station/NW 5th & Glisan Stcsak az egyik irányban                     |

## Fordítás
- Ez a szócikk részben vagy egészben  a   Northwest 6th & Davis Street and Northwest 5th & Couch Street című angol Wikipédia-szócikk ezen változatának fordításán alapul.  Az eredeti cikk szerkesztőit annak laptörténete sorolja fel. Ez a jelzés csupán a megfogalmazás eredetét és a szerzői jogokat jelzi, nem szolgál a cikkben szereplő információk forrásmegjelöléseként.